# Josefina Tanganelli Plana
Josefina Tanganelli Plana (Barcelona, 1904 - 19 de abril de 1968) fue una ilustradora, dibujante y pintora catalana.
Formada en la Escuela de la Llotja y en el Círculo Artístico de San Lucas, fue una dibujante de trazo tierno y suave, caracterizada por un humor inocente. Sus trabajos más conocidos fueron publicados bajo el pseudónimo Abel en la revista En Patufet, así como en el suplemento de historietas de esta misma publicación, el Virolet. Como dibujante, su estilo estaría influenciado por los trabajos de Artur Moreno y Joan Junceda. Ilustró varias narraciones de Josep Maria Folch y Torres, como Les aventures del pobre Friquet de la Colecció Patufet (1930). 
Desde 1931 se dedicó al cartelismo y a la pintura. Expuso  en Barcelona, EE.UU., Canadá, Alemania y Santo Domingo, donde residió unos cuantos años.
Estuvo casada con Josep Buigas Sans.